# سمير شاكر
سمير شاكر لاعب عراقي سابق بكرة القدم حمل شارة القيادة للمنتخب العراقي في مناسبات عديدة.
لعب لأندية الجيش صلاح الدين والرشيد العراقيين،شارك مع المنتخب الوطني العراقي في نهائيات كاس العالم ١٩٨٦ في المكسيك وتميز بالروح القتالية في المباراتين التي خاضها مع المنتخب ضد الاورغواي والمكسيك ، وقاد العراق لأحراز بطولة كأس العرب الخامسة في الأردن عام 1988م بعد فوز المنتخب العراقي في المباراة النهائية على المنتخب السوري بركلات الترجيح من علامة الجزاء. كان يلعب بمركز شبه وسط في المنتخب العراقي يتميز بالقوة الجسمانية والصلابة الدفاعيةوالغيرة والروح القتالية وكان متخصصاً بضربات الجزاءالتي طالما كان يسجل الاهداف منها ..اعتزل اللعب دوليا في عام ١٩٩٠

## وصلات متعلقة
http://www.almadasupplements.com/news.php?action=view&id=350 نسخة محفوظة 6 مارس 2016 على موقع واي باك مشين.

## روابط خارجية
- سمير شاكر على موقع الاتحاد الدولي (مؤرشف)  (الإنجليزية)
- سمير شاكر على موقع قاعدة بيانات كرة القدم.إي يو (الإنجليزية)
- سمير شاكر على موقع ناشيونال فوتبول تيمز (الإنجليزية)
- سمير شاكر على موقع Soccerway.com (الإنجليزية)
- سمير شاكر على موقع أوليمبيديا (الإنجليزية)